# Phyllodinus kirkaldyi
Phyllodinus kirkaldyi är en insektsart som beskrevs av Metcalf 1943. Phyllodinus kirkaldyi ingår i släktet Phyllodinus och familjen sporrstritar. Inga underarter finns listade i Catalogue of Life.